# Krzywa balistyczna

Krzywe balistyczne przy takim samym kącie wystrzału i masie, lecz różnych prędkościach

Krzywa balistyczna – krzywa, po której poruszałby się wystrzelony punkt materialny bez napędu, uwzględniając działający na niego opór powietrza.
W praktyce krzywa balistyczna wyznacza tor lotu środka masy pocisku od punktu wylotu z lufy do punktu upadku. Kształt tego toru, tak jak w przypadku punktu materialnego, zależy od kąta nachylenia i prędkości początkowej pocisku oraz od wysokości, z której został on wystrzelony.
Krzywa balistyczna odpowiada w przybliżeniu paraboli, w rzeczywistości jest jednak asymetryczna.

## Oznaczenia
We wzorach w tym artykule będą używane następujące zmienne:
- {\displaystyle g} – przyspieszenie grawitacyjne – zazwyczaj określane jako 9,81 m/s² przy powierzchni Ziemi,
- {\displaystyle \theta } – kąt pod jakim wystrzelony został pocisk,
- {\displaystyle v} – prędkość z jaką pocisk został wystrzelony,
- {\displaystyle y_{0}} – początkowa wysokość pocisku,
- {\displaystyle d} – dystans (po powierzchni Ziemi) przebyty przez pocisk.

## Stan na końcu drogi przebytej przez pocisk
Pomijając opór powietrza, krzywiznę Ziemi i inne siły poza siłą grawitacji. Ciało porusza się po paraboli.

### Przebyta droga
Całkowity poziomy dystans przebyty:
{\displaystyle d={\frac {v\cos \theta }{g}}\left(v\sin \theta +{\sqrt {(v\sin \theta )^{2}+2\,g\,y_{0}}}\right).}
Gdy obiekt zostanie wystrzelony z powierzchni Ziemi (wysokość początkowa jest równa zero), przebyta droga jest równa:
{\displaystyle d={\frac {v^{2}\sin(2\theta )}{g}}.}
W specyficznym przypadku dystans jest podawany jako:
{\displaystyle d={\frac {v^{2}}{g}},}
gdy kąt {\displaystyle \theta } wynosi 45° i początkowa wysokość {\displaystyle y_{0}} wynosi 0.

### Czas lotu
Czas lotu {\displaystyle t} to czas jaki zajmuje pociskowi zakończenie jego trajektorii:
{\displaystyle t={\frac {d}{v\cos \theta }}={\frac {v\sin \theta +{\sqrt {(v\sin \theta )^{2}+2\,g\,y_{0}}}}{g}}.}
Jak wyżej, ten wzór można uprościć do postaci:
{\displaystyle t={\frac {{\sqrt {2}}\cdot v}{g}},}
gdy {\displaystyle \theta } wynosi 45° i {\displaystyle y_{0}} wynosi 0.